# Серранія-де-Баудо
Серрані́я-де-Баудо́ (ісп. Serranía de Baudó або Serranía del Baudó) — прибережний гірський хребет біля тихоокеанського узбережжя Колумбія. Хребет відділяється від Кордильєра-Оксиденталь долиною річки Атрато.
| Колумбія | Це незавершена стаття з географії Колумбії. Ви можете допомогти проєкту, виправивши або дописавши її. |